# Gonomyia onya
Gonomyia onya är en tvåvingeart som beskrevs av Günther Theischinger 1994. Gonomyia onya ingår i släktet Gonomyia och familjen småharkrankar. Inga underarter finns listade i Catalogue of Life.